# Бестужева Олена Олександрівна
Олена Олександрівна Бестужева (1792 — 2 січня 1874) — сестра декабристів Бестужевих, після арешту яких стала моральною і матеріальною опорою сім'ї. Підтримувала тісний зв'язок з відправленими в Сибір і на Кавказ братами. Видавала твори письменника О. О. Бестужева-Марлінського. Після смерті молодших братів і матері домоглася дозволу виїхати в Селенгінськ і провела там поряд з М.О. і М.О. Бестужевими більше десяти років. Зберегла їх листи, значну частину архіву та живописної спадщини.

## Біографія

### Походження і освіта
Батько — Олександр Федосійович Бестужев (1761-1810), спадковий дворянин, офіцер-артилерист, з 1800 року — правитель канцелярії Академії мистецтв, автор опублікованої праці «Про виховання військове щодо шляхетського юнацтва», видавець, статський радник. Мати — Параскева Михайлівна (1775-1846), походила з родини нарвских міщан.
Брати — Микола (1791-1855), Олександр (1797-1837), Михайло (1800-1871), Петро (1804-1840), Павло (1808-1846).
Сестри — близнята Марія і Ольга (?-1889).
Закінчила Смольний інститут благородних дівиць. Після смерті батька постійно жила у  маєтку в селі Сольци Новоладожського повіту Санкт-Петербурзької губернії, що належав родині або у Петербурзі в невеликому двоповерховому будинку купця М. М. Гур'єва на 7-й лінії Василівського острова, в якому брати Бестужеви провели з матір'ю і сестрами останній вечір напередодні подій на Сенатській площі.

### Після 14 грудня 1825 року
Наслідки подій 14 грудня 1825 року залишили сім'ю не тільки у співчуття до долі їх учасників, але і у важкому матеріальному становищі. О. О. Бестужева взяла на себе турботу про матір і молодших сестер, вела господарство в небагатому маєтку, підтримувала заарештованих і відправлених в Сибір і на Кавказ братів. О. О. Бестужев назвав її «зразком сестер», «клопотальницею за всіх нас», додавши, що «відрадно бути братом цієї високої душі». З 1832 року увагу О. О. Бестужевої знадобилося і хворому на Кавказі важкою формою психічного розладу і звільненому у відставку з армії — братові Петру, якому було дозволено жити у родинному маєтку, але при цьому «заборонити йому в'їзд до столиці і встановити за ним нагляд».Історик Михайло Семевський писав:

«…трудно представить себе более благородную, самоотверженную жизнь, какую провела эта замечательная девушка. С ранних лет поддержка слабой матери, воспитательница и руководительница в жизни младших сестёр, Елена Бестужева в 1825 году разом теряет пять братьев. Отныне она делается каким-то гением спасителем в своей разбитой семье: она поддерживает окончательно убитую горем мать, навещает — среди множества препятствий — узников-братьев, из последних средств шлёт им постоянно всё необходимое в Сибирь и на Кавказ».

Так як П. М. Бестужева сподівалася на дозвіл виїхати до старших синів до Сибіру, О. О. Бестужева в 1844 році, готуючись до передбачуваного від'їзду, продала маєток у Сольцах і відпустила на волю три десятки кріпаків, але, за її спогадами, «нам в перший раз було сповіщено, що государ імператор, за деякими причинами і для нашої власної користі, від'їзду для проживання з братами не дозволяє». Після того, як у 1846 році в Москві померла Параскева Михайлівна, О. О. Бестужева звернулася до влади з повторним проханням і домоглася дозволу виїхати разом з сестрами в Селенгінськ. Місцеве начальство отримало припис «про підпорядкування дівчат Олени, Марії та Ольги Бестужевих, яким дозволено прибути до Сибіру для спільного проживання з братами, обмежень, які існують для дружин державних злочинців».
У 1847 році вона разом із сестрами переїхала в Селенгінськ. Повернулися в Москву в 1858 році — після смерті у 1855 році М. О. Бестужева і оголошення в 1856 році амністію декабристів.
Померла в Москві. Похована на Ваганьковському кладовищі.

## Участь у творчому житті братів
О. О. Бестужева використала всі можливості, щоб не тільки допомагати братам-вигнанцям матеріально, але й підтримувати їх творчі устремління.
Вона брала активну участь у публікації зібрання літературних творів О. О. Бестужева (Марлінського). У листі від 1 липня 1833 року з Дербента письменник, у зв'язку з деякими фінансовими проблемами, просив Ксенофонта Польового звертатися до сестри Олени Олександрівні, «для якої всі мої священні завіти».
В 1832-1834 роках О. О. Бестужевій вдалося видати, хоча і без зазначення імені автора, «Російські повісті і розповіді» брата Олександра у восьми книгах і, в зв'язку з суспільним інтересом, перевидати в 1836-1837 роках. У 1838 році О. О. Бестужева випустила не тільки чотири нові книги творів Олександра, але і третє видання перших восьми.
У 1839 році М. О. Бестужев писав сестрі: «Дякую... за шість перших частин Марлінського. Тепер ми з нетерпінням чекаємо його портрета та інших 6 томів,— прекрасне видання, папір і шрифт чудові, скажи, мабуть, серденько сестриця, скільки ви надрукували примірників і що тобі обійшлося видання. Ти писала, що один папір коштує 18 тисяч; всі ці речі для нас, не тільки братів, але і для всіх товаришів, дуже цікаві».
У першому томі збірника «Сто російських літераторів» в 1839 році твори Бестужева-Марлінського вперше супроводжувалися факсиміле «бунтівника» і портретом. Микола I був обурений публікацією портрета: «Його розвісили скрізь, а він хотів нас перевішати» і наказав вилучити портрети автора з усіх непроданих примірників збірника. О. О. Бестужева згадувала: «Жандарми схопилися. До мене вимоги про знищення. Я було чинила опір, що не мені ж обманювати публіку, нема. Пішли до комори видирати...»
У 1865 році О. О. Бестужева з матеріальною допомогою Сергія Волконського зробила спробу нового видання творів брата, але вдалося надрукувати лише один випуск, який містив три оповідання письменника.
Заборона на публікацію творів під власним ім'ям до самої смерті поширювалась і на М. О. Бестужева. У 1858 році Олена Олександрівна передала в журнал «Сімейне коло» його оповідання «Шлісельбургська станція», але відмовилася від публікації через поставлені умови, що ім'я автора не буде згадано. Тільки в 1860 році О. О. Бестужева змогла видати його під назвою «Чому я не одружений» у збірнику «Оповідання та повісті старого моряка М. Бестужева», в який увійшла і повість брата «Росіянин в Парижі 1814 року» і його «Досвід історії російського флоту».
О. О. Бестужева протягом багатьох років посилала М. О. Бестужеву все необхідне для занять живописом — художній папір, фарби листи. Після смерті брата вона зберегла і привезла в Москву його малюнки і портрети декабристів і їхніх дружин. Через кілька років вона через фінансові проблеми була змушена продати їх видавцеві і колекціонеру Кузьмі Солдатенкову, що, зрештою, дозволило зберегти зібрання майже цілком.
Спогади О. О. Бестужевої, як і збережені нею документи братів, стали цінним джерелом біографічних відомостей про них. Характеризуючи її роль у формуванні історичного портрету учасників руху декабристів, М. В. Семевський з вдячністю писав про «безлічі листів і паперів Бестужевих, переданих у наше розпорядження Оленою Олександрівною Бестужевою».

## Образ у літературі
Образ самовідданої і поетичної сестри декабристів зацікавив російських літераторів.
Б. Ш. Окуджава включив її в число героїв своєї першої п'єси «Глоток свободы», поставленої в 1967 році Ленінградським театром юного глядача, а потім у театрах Іркутська і Красноярська.
Письменник Борис Голлер у повісті «Петербурзькі флейти» присвятив їй главу — «Олена — сестра декабристів».